# Eleição municipal de Santo Antônio de Jesus em 2016
A eleição municipal de Santo Antônio de Jesus em 2016 foi realizada para eleger um prefeito, um vice-prefeito e 14 vereadores no município de Santo Antônio de Jesus, no estado brasileiro da Bahia. Foram eleitos Rogério Andrade (PSD) e Dalva Mercês (PSB) para os cargos de prefeito(a) e vice-prefeito(a), respectivamente. Seguindo a Constituição, os candidatos são eleitos para um mandato de quatro anos a se iniciar em 1º de janeiro de 2017. A decisão para os cargos da administração municipal, segundo o Tribunal Superior Eleitoral, contou com 61.187 eleitores aptos e 6.554 abstenções, de forma que 10,71% do eleitorado não compareceu às urnas naquele turno. 

## Resultados

### Eleição municipal de Santo Antônio de Jesus em 2016 para prefeito
A eleição para prefeito contou com 5 candidatos em 2016: Rogério Andrade (PSD), Humberto Leite (DEM), Dr. Robert Gomes (PTC), Dr. Everaldo Júnior (PSDC) e Franderrak (PSOL) que obtiveram, respectivamente, 29.089, 20.285, 364, 415 e 417 votos. O Tribunal Superior Eleitoral também contabilizou 10,71% de abstenções nesse turno. 
| Candidato(a)               | Vice                  | Coligação                                                                                    | Votos recebidos | Percentual |
| -------------------------- | --------------------- | -------------------------------------------------------------------------------------------- | --------------- | ---------- |
| Rogério Andrade (PSD)      | Dalva Mercês (PSB)    | A Força do Trabalho (PR/PTB/PT/PV/PTdoB/PP/PHS/PSL/PRB/PMDB/PEN/PTN/PSB/PCdoB/PROS/PSD/REDE) | 29.089          | 57,52%     |
| Humberto Leite (DEM)       | Joanito Barbosa (PSC) | Pra Fazer Muito Mais (PSC/DEM/PPS/PRTB/SD)                                                   | 20.285          | 40,11%     |
| Franderrak (PSOL)          | Junior Machado (PSOL) | Partido Socialismo e Liberdade (sem coligação)                                               | 417             | 0,82%      |
| Dr. Everaldo Júnior (PSDC) | Cinthya (PSDC)        | Partido Social Democrata Cristão (sem coligação)                                             | 415             | 0,82%      |
| Dr. Robert Gomes (PTC)     | Paulo Sérgio (PTC)    | Partido Trabalhista Cristão (sem coligação)                                                  | 364             | 0,72%      |

### Eleição municipal de Santo Antônio de Jesus em 2016 para vereador
Na decisão para o cargo de vereador na eleição municipal de 2016, foram eleitos 14 vereadores com um total de 49.720 votos válidos. O Tribunal Superior Eleitoral contabilizou 1.249 votos em branco e 3.664 votos nulos. De um total de 61.187 eleitores aptos, 6.554 (10,71%) não compareceram às urnas.
| Nome               | Partido político                         | Coligação                  | Votos recebidos | Percentual |
| ------------------ | ---------------------------------------- | -------------------------- | --------------- | ---------- |
| Dr. Daniel         | Partido Social Democrático (PSD)         | A Força do Trabalho        | 1.914           | 3,85%      |
| Tom                | Partido Socialista Brasileiro (PSB)      | O Melhor Está por Vir      | 1.566           | 3,15%      |
| Uberdan            | Partido dos Trabalhadores (PT)           | Unidos com a Força do Povo | 1.485           | 2,99%      |
| Luiz do Alto       | Partido Social Liberal (PSL)             | Força Popular              | 1.481           | 2,98%      |
| Delcio Mascarenhas | Progressistas (PP)                       | A Força do Trabalho        | 1.475           | 2,97%      |
| Altemir Policial   | Podemos (PODE)                           | O Melhor Está por Vir      | 1.455           | 2,93%      |
| Chispita           | Democratas (DEM)                         | Em Defesa do Povo          | 1.418           | 2,85%      |
| Pedro de Têca      | Partido Social Democrático (PSD)         | A Força do Trabalho        | 1.398           | 2,81%      |
| Chico de Dega      | Democratas (DEM)                         | Em Defesa do Povo          | 1.348           | 2,71%      |
| Cristiano Sena     | Partido Social Democrático (PSD)         | A Força do Trabalho        | 1.092           | 2,20%      |
| Co                 | Partido Popular Socialista (PPS)         | A Cidade não Pode Parar    | 1.021           | 2,05%      |
| Dr Francisco       | Partido Popular Socialista (PPS)         | A Cidade não Pode Parar    | 986             | 1,98%      |
| Irmão Gerson       | Partido Humanista da Solidariedade (PHS) | Força Popular              | 809             | 1,63%      |
| Cal de Dodô        | Movimento Democrático Brasileiro (MDB)   | Por Amor a SAJ             | 413             | 0,83%      |